# Torre al passeig Marítim, 6 (Sant Vicenç de Montalt)
La Torre al passeig Marítim, 6 és una obra noucentista de Sant Vicenç de Montalt (Maresme) inclosa a l'Inventari del Patrimoni Arquitectònic de Catalunya.

## Descripció
Edifici aïllat d'estil noucentista del primer quart del segle xx. Planta baixa i dos pisos, és interessant la volumetria amb tribuna i la configuració de la coberta vidriada. La coberta dels dos volums que s'interposen és a quatre vessants. Està envoltat per un gran jardí.